# 德巴尔察市镇

德巴尔查市镇在北马其顿的位置

德巴尔查市镇，是北马其顿共和国的一个市镇，行政中心为贝尔契什塔村，属于西南统计区，总面积425.39平方公里，总人口5,507人（2021年）。
该市镇东北邻基切沃市鎮，东临代米尔希萨尔市镇，南邻奧赫里德市鎮，西临斯特魯加市鎮。